# Karacaoğlan
Karacaoğlan, troligen född 1606 i Çukurova, död 1679 eller 1689 i Mersin, var en alevitisk vandrande poet och sångare, så kallad "aşık". Det finns inte många säkra uppgifter om hans liv. Han levde större delen av sitt liv i den anatoliska staden Mut i provinsen Mersin men antas ha varit av turkmenskt ursprung. Karacaoğlan är en pseudonym men inte heller hans riktiga namn är med säkerhet känt, trolihen hette han Simayil. Eftersom mer än 500 poem (sånger) av Karacaoğlan har bevarats till vår tid vet man åtminstone mycket om hans föreställningsvärld.
Karacaoğlans texter handlar oftast om det enkla men hårda nomadlivet i Taurusbergen, om kärlek, naturen, hemlängtan och livets korthet. Texterna är enkla men kraftfulla med de vanliga människorna som tänkta mottagare, till skillnad från den samtida sirligare osmanska hovpoesin.
Karacaoğlans poesi har haft ett stort inflytande och inspirerat många aenare stora aşıker, bl.a. Âşık Veysel Şatıroğlu.